# مصطفى بيرم
مصطفى حسين بيرم (1972 -) سياسي لبناني يشغل منصب وزير العمل في حكومة نجيب ميقاتي منذ سبتمبر 2021.